# Jaskinia Wodna przy Pisanej
Jaskinia Wodna przy Pisanej – jaskinia w Dolinie Kościeliskiej w Tatrach Zachodnich. Ma trzy otwory wejściowe znajdujące się przy wschodnim brzegu Potoku Kościeliskiego, kilkanaście metrów na południe od suchego, południowego otworu Jaskini Wodnej pod Pisaną, na wysokości 1028 m n.p.m. Jaskinia jest pozioma, a jej długość wynosi 20 metrów.

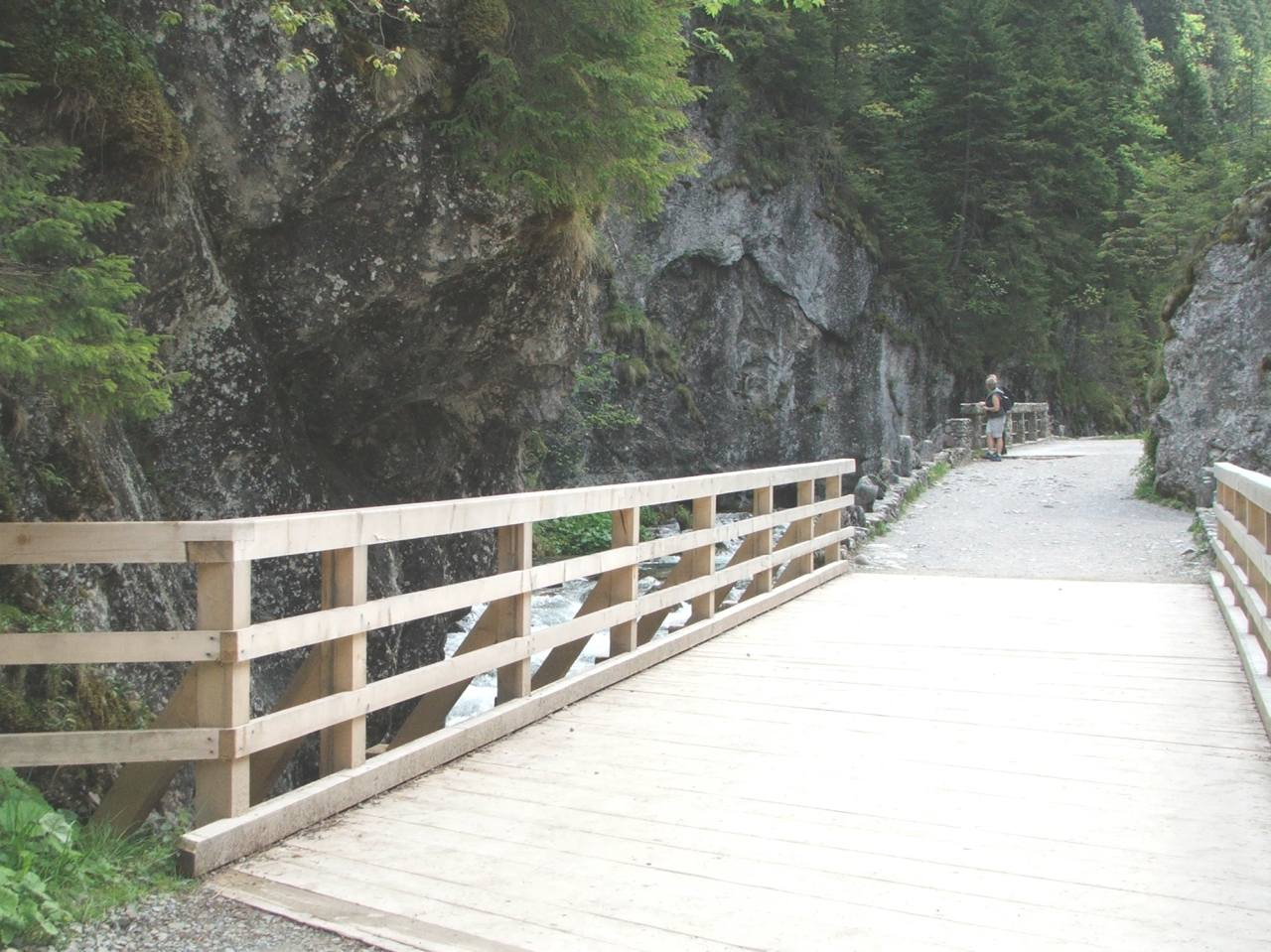
Skała Pisana w Dolinie Kościeliskiej

## Opis jaskini
Z trzech otworów wejściowych odchodzą wąskie korytarzyki wypełnione w dużej części wodą. Są ze sobą prawdopodobnie połączone. Największy z korytarzyków ma około 10 metrów. Odchodzi od niego boczny ciąg mający również około 10 metrów.

## Przyroda
Przez jaskinię przepływa część wody z Potoku Kościeliskiego. Nie ma w niej nacieków ani roślinności.

## Historia odkryć
Jaskinię odkrył i sporządził jej plan S. Wójcik z Zakopanego prawdopodobnie w latach pięćdziesiątych.